# Geiselbefreiung
Die Geiselbefreiung ist die Beendigung einer Geiselnahme durch Verhandlung, Täuschung, Androhung oder Anwendung von tödlicher und nichttödlicher Gewalt oder einer Kombination daraus.

## Einsatzprinzipien
Zur Durchführung von Geiselbefreiungen unterhalten staatliche Organe speziell ausgebildete Einsatzteams, und zwar sowohl im zivilen als auch im militärischen Bereich. Diese Einsatzteams versuchen, sich durch das Nachstellen verschiedener Szenarien auf alle möglichen Arten von Geiselnahmen vorzubereiten um im Ernstfall eine vorher eingeübte Taktik anwenden zu können.
Im zivilen Bereich ist die Bedeutung von Krisenstäben zur Bewältigung von Geiselnahmen und deren Randerscheinungen (Presse, Interesse der Öffentlichkeit, Angehörige, Nachbetreuung und Traumabewältigung) stark angestiegen. Der Krisenstab ist die Schnittstelle zwischen der Einsatzleitung, den Entscheidungsträgern bei Polizei (z. B. Polizeipräsident) sowie bei Taten größeren Ausmaßes, in der Politik (z. B. Innensenator, Innenminister) und gibt bei Bedarf Pressekonferenzen oder verhängt eine Informationssperre. Die Einsatzleitung ihrerseits errichtet einen vorgeschobenen Kommandoposten in unmittelbarer Nähe des Tatorts oder an anderer zweckdienlicher Stelle, oft unter Zuhilfenahme bereits dafür eingerichteter Einsatzfahrzeuge.
Bei militärischen Geiselbefreiungen, welche in aller Regel nicht im selben Land stattfinden, beziehen die Befehlshaber bestehende militärische Einsatzzentralen und Führungseinrichtungen, von denen aus die Aktionen koordiniert werden.

## Spezialeinheiten zur Geiselbefreiung
- Europa
  - Deutschland
    - SEK (Ebene Bundesland)
    - Mobiles Einsatzkommando (MEK)
    - GSG9  (Ebene Bund)
    - Kommando Spezialkräfte (KSK)  (Militär)
    - Kampfschwimmer (Marine)

  - Österreich
    - Jagdkommando (Spezialeinsatzkräfte/JaKdo) (Militär)
    - Cobra

  - Luxemburg
    - USP (Unité Spéciale de la Police)

  - Schweiz
    - Gruppe Diamant (KaPo Zürich)
    - Gruppe Enzian (KaPo Bern)
    - Gruppe Stern  (StaPo Bern)
    - Gruppe Skorpion (StaPo Zürich)
    - Kommando Spezialkräfte (Schweiz) (Militär)

  - Italien
    - NOCS (Polizia di Stato)
    - GIS (Carabinieri)

  - Frankreich
    - RAID
    - GIGN

  - Spanien
    - GEO
    - GOES
    - UEI

  - Großbritannien
    - SAS
    - SBS

  - Niederlande
    - BSB (Militär)
    - Arrestatieteam

  - Polen
    - Einheit GROM
    - BOA KGP

  - Russland
    - ALFA
    - Wympel
    - SOBR
    - 604. Zentrum für besonderen Verwendung der Inneren Truppen des Ministeriums des Innern

- Nordamerika
  - USA
    - SWAT (lokal, auch Bundespolizeibehörden wie vor allem das FBI)
    - HRT (FBI)
    - Delta Force
    - SEAL Team 6

  - Kanada
    - Special Service Force

- Asien
  - Israel
    - Sajeret Matkal
    - Jechidat Duvdevan
    - Schajetet 13

  - Südkorea
    - Republik Korea Marine Spezialkampfflottille

  - Türkei
    - Özel Harekat Timi (Spezielle Eingreiftruppe)

- Australien/Neuseeland
  - SASR
  - 2nd Commando Regiment

- Afrika
  - Tunesien
    - BAT

  - Südafrika
    - SANDF

## Bekannte Geiselbefreiungen
- Filiale Kreditbanken, Stockholm, Schweden, 1973
- Deutsche Botschaft, Stockholm, Schweden, 1975
- OPEC, Wien, Österreich, 1975
- AirFrance-Maschine, Entebbe, Uganda, 1976
- Lufthansa-Maschine 'Landshut', Mogadischu, Somalia, 1977
- US-amerik. Botschaft, Teheran, Iran, 1980
- Iranische Botschaft, London, Großbritannien, 1980
- Gladbeck, Deutschland, 1988
- Geiselnahme in der Residenz des japanischen Botschafters, Lima, Peru, 1997
- Dubrowka-Theater, Moskau, Russland, 2002
- Schule, Beslan, Nordossetien, Russland, 2004
- Dschungel, Guaviare, Kolumbien, 2008
- Midland City, Alabama, Vereinigte Staaten, 2013
- Gescheiterte Geiselbefreiung in Bulo Marer, 2013